# Ringgenberg
Ringgenberg – gmina (niem. Einwohnergemeinde) w Szwajcarii, w kantonie Berno, w regionie administracyjnym Oberland, w okręgu Interlaken-Oberhasli. Leży na północnym brzegu jeziora Brienzersee.

## Demografia
W Ringgenbergu mieszka 2 588 osób. W 2020 roku 11,3% populacji gminy stanowiły osoby urodzone poza Szwajcarią.

## Transport
Przez teren gminy przebiega droga główna nr 6 i nr 11.